# Stuart Elliott (músico)
Stuart Alexander Elliott (Londres, 22 de mayo de 1953) es un baterista, productor musical, compositor y músico de sesión británico. Fue inicialmente el baterista original de la banda Steve Harley and Cockney Rebel y más adelante se desempeñó como baterista de sesión para agrupaciones y artistas de reconocimiento como Kate Bush, Al Stewart, The Alan Parsons Project, Roger Daltrey, Paul McCartney, Claudio Baglioni, entre otros.

## Discografía seleccionada

### The Alan Parsons Project
- 1978 - Pyramid
- 1979 - Eve
- 1980 - The Turn of a Friendly Card
- 1982 - Eye in the Sky
- 1984 - Ammonia Avenue
- 1985 - Vulture Culture
- 1986 - Stereotomy
- 1987 - Gaudi
- 1990 - Freudiana

### Alan Parsons
- Try Anything Once (1993)
- Live (1995)
- On Air (1996)
- The Time Machine (1999)

### Keats
- Keats (1984)